# 스케르초 3번 (쇼팽)

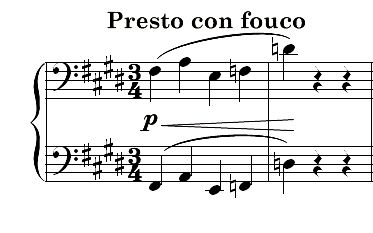

프레데리크 쇼팽이 1839년에 완성한 《스케르초 3번 올림 다단조 Op. 39》는 스페인 마요르카 발레아레스 섬에 있는 버려진 발레모사 수도원에서 쓰여졌다.
쇼팽은 그의 가장 가까운 제자 중 한 명인 아돌프 구트만에게 헌정했다.
이 작품은 C♯ 단조 키에서 시작하여 D♭ 장조로 이동한 후 C♯ 단조로 돌아가 피카르디 3화음으로 끝난다.